# 日本応用心理学会
日本応用心理学会（にほんおうようしんりがっかい）は，心理学の社会への応用を図ることを目的として1931年（昭和6年）に創立された日本の学術団体。

## 概要
- 略称は応心。英語名称は The Japan Association of Applied Psychology 。英語略称はJAAP。
- 学会の歴史は，1920年代まで遡ることができる。このころから心理学の研究が社会の具体的な問題解決に資することを目指し，広い専門領域の研究者が集まって設立された学術団体である。1927年4月に京都帝國大學で第1回会合が持たれた。
- 在京の応用心理学関係者の間に，相互の連絡協調懇親のために学会設立の議が起こり，1931年6月14日，第1回應用心理學會の会合が東京帝國大學航空研究所航空心理部にて開催された。
- 日本心理学会，（東京）応用心理学会，（関西）応用心理学会，その他心理学関係の諸学会を統合する新しい発展的学会の設立が要望され，これに対して上記の学会がそれぞれ「解消」の決議をした。そして，1941年7月20日，既存の種々の心理学系の学会を統合する「心理学会」が成立した。
- 第二次世界大戦中（1941年～1945年）はその活動を停滞していたが，戦後1946年（昭和21年）に復興第1回大会が日本大学で開催され，以来本格的な学会活動が展開されてきた。
- 第2回大会（慶應義塾大学，1946年）から，正式に応用心理学会から日本応用心理学会の名称が使われるようになった。
- 2003年に会員の推薦による代表委員制から，会員の選挙による理事制へ移行した。心理学だけではなく，心理学に隣接する領域の研究者も積極的に受け入れている。
- 機関誌「応用心理学研究（Japanese Journal of Applied Psychology）」を年3回刊行し，国際応用心理学会の開催後に「英文の特集号」を4年毎に刊行している。広報誌として年1回の「応用心理学のクロスロード」を発行している。
- 毎年全国規模の学術研究大会を開催している。
- 応用心理士の資格認定機関であり，応用心理士研修会を開催するほか，公開講演会，公開シンポジウムの開催等の事業も行なっている。
- 国際的には国際応用心理学会（International Association for Applied Psychology）に積極的に関与している。

## 沿革
- 1931年（昭和11年）創立。初代会長は日本大学・渡辺徹教授。
- 2003年（平成15年）理事会制に組織変更し会長は理事長へと変更される。
- 2003年（平成15年）第1期理事長は東京富士大学学長・岡村一成教授。
- 2006年（平成15年）第2期理事長は東京富士大学学長・岡村一成教授。
- 2009年（平成21年）第3期理事長に帝塚山大学の森下高治教授。
- 2012年（平成24年）第4期理事長に日本体育大学の藤田主一教授。
- 2015年（平成27年）第5期理事長に日本体育大学の藤田主一教授。
- 2018年（平成30年）第6期理事長に日本体育大学の藤田主一教授。
- 2021年（令和3年）第7期理事長に立正大学の古屋健教授。
- 2024年  (令和6年)  第8期理事長に京都大学の田中真介教授。

## 機関誌
- 応用心理学研究
- 応用心理学のクロスロード

## 刊行物
- 応用心理学事典
- 『現代社会と応用心理学』〈全7巻〉
  - （1）クローズアップ　学校
  - （2）クローズアップ　恋愛
  - （3）クローズアップ　健康
  - （4）クローズアップ　メンタルヘルス・安全
  - （5）クローズアップ　メディア
  - （6）クローズアップ　高齢社会
  - （7）クローズアップ　犯罪
- 応用心理学ハンドブック

## 関連事項
- 応用心理士